# Пирани, Саид
Шейх Саид Пирани (1865 – 29 июня 1925) — религиозный и политический лидер курдов-заза, суфийский шейх тариката Накшбандия, организатор масштабного восстания против турецкого правительства Ататюрка в 1925 году.

## Биография
Шейх Саид был сыном Шейха Махмута Фейзи, а тот был сыном Шейха Ахмета-эфенди. Шейх Саид, таким образом, был наследственным шейхом суфийского тариката (ордена) Накшбандия, который пользовался огромным влиянием в курдских областях. Шейх был состоятельным человеком, которому принадлежали многочисленные стада. В его руках была сосредоточена не только религиозная, но и традиционная племенная политическая власть в районах проживания курдов-заза. По традиции мусульман того времени, шейх имел несколько жён.
После геноцида армян, ассирийцев, греков и курдов-езидов, та часть курдов, которые, как и турки, исповедовали ислам, оставались последним сильным и крупным национальным меньшинством в Восточной Турции. Преобразования Ататюрка, представлявшие собой сочетание  жестоких гонений против национальных и религиозных меньшинств с политикой секуляризации, вызвали раздражение у мусульманского курдского население. Курды были недовольны как снижением роли ислама в ставшей светской Турции, так и давлением на свою национальную идентичность, выразившемся в репрессиях против курдского национального движения, имевшего, сначала, мирный вид.
Восстание шейха Саида стало заметным событием в истории Турции, однако длилось относительно недолго. Уже весной 1925 года шейх Саид потерпел поражение от турецких войск, был схвачен и казнён вместе с 47 своими соратниками.
Несмотря на то, что восстание шейха Саида не было успешным, его имя до сих пор пользуется огромным уважением среди значительной части курдов. Его внук, Абдулмелик Фират (англ.), вплоть до своей смерти в 2009 году, был членом турецкого парламента и умеренным сторонником курдской автономии. Фират говорил, что  предки его деда не были вовлечены в большую политику, поскольку в период Османской империи поддерживали власть турецких султанов.
Потомком шейха Саида также является актриса Бельчим Билгин (англ.).